# Mazières-de-Touraine
Mazières-de-Touraine è un comune francese di 1 245 abitanti situato nel dipartimento dell'Indre e Loira nella regione del Centro-Valle della Loira.

## Società

### Evoluzione demografica
Abitanti censiti